# Erick Rowan
Joseph Ruud (* 28. listopadu 1981) je americký profesionální zápasník a herec. V současné době pracuje ve WWE, kde vystupuje pod jménem Erick Rowan.
Na začátku kariéry zápasil v Japonsku, kde trénoval a vystupoval ve společnosti Pro Wrestling Noah, v roce 2011 podepsal smlouvu s WWE. Před debutem v NXT v roce 2012 byl poslán do vývojového střediska (místo pro trénink wrestlerů), Florida Championship Wrestling (FCW). Ve frakci The Wyatt Family byl jednou NXT Tag Team Championem (s Lukem Harperem) a dvojnásobným SmackDown Tag Team Championem (jednou s Harperem a jednou s Danielem Bryanem). Byl propuštěn v dubnu 2020  a opět se vrátil v květnu 2024.

## Osobní život
Od roku 2019 je ženatý s Leahou Ruudovou. Má jedno dítě z předchozího manželství. Ve volném čase hraje na kytaru.

## Filmografie

### Filmy
| Rok  | Název                | Role    |
| ---- | -------------------- | ------- |
| 2021 | Ghosts of the Ozarks | William |

### Televize
| Rok  | Název                                      | Role      |
| ---- | ------------------------------------------ | --------- |
| 2010 | Alt for Norge                              | Účastník  |
| 2021 | Mayor of Kingstown                         | Big Beard |
| 2021 | You Bet Your Life                          | Účastník  |
| 2023 | I Think You Should Leave with Tim Robinson | Řidič     |

## Úspěchy
- French Lake Wrestling Association
  - FLWA Heavyweight Championship (1x)
- Insane Wrestling Revolution
  - IWR World Heavyweight Championship (1x)
- Pro Wrestling Illustrated
  - 57. nejlepší wrestler v roce 2014
- Wrestling Observer Newsletter
  - Best Gimmick (2013) The Wyatt Family
- World Series Wrestling
  - WSW Tag Team Championship (1x) - s Mattem Basso
- WWE
  - WWE SmackDown Tag Team Championship (2x) – s Harperem (1) a Danielem Bryanem (1)
  - NXT Tag Team Championship (1x) – s Lukem Harperem
  - Slammy Award (1x)
    - Match of the Year (2014) – Team Cena vs. Team Authority at Survivor Series
- Other Titles
  - Doublewide Bar Championship (1x)